# Bouvardia keniae
Bouvardia keniae är en måreväxtart som beskrevs av Attila L. Borhidi och Saynes. Bouvardia keniae ingår i släktet Bouvardia och familjen måreväxter. Inga underarter finns listade i Catalogue of Life.